# Maritza Rodríguez
Maritza Rodríguez Gómez ou Sarah Mintz (Barranquilla, 1 de Setembro de 1975) é uma atriz, modelo, apresentadora de televisão e empresária colombiana. É mais conhecida por suas grandes atuações como vilã em telenovelas, como as gêmeas Marión e Déborah na venezuelana Acorralada.

## Telenovelas
- Secretos de villanas (2022-presente) .... Ella mesma
- Silvana sin lana (2016-2017) .... Silvana "Chivis" Rivapalacios Altamirano de Villaseñor
- El señor de los cielos (2015-2016) .... Amparo Rojas
- Marido en Alquiler (2013-2014) .... Teresa Cristina Palmer Silva de Ibarra
- Rafael Orozco, el ídolo (2013) .... Martha Mónica Camargo
- El rostro de la venganza (2012) .... Antonia Villarroel
- La casa de al lado (2011-2012) .... Pilar Arismendi Fisterra de Ruiz / Raquel Arismendi Fisterra
- Perro amor (2010) .... Camila Brando de Cacerés
- El rostro de Analía (2008-2009) .... Sara Andrade
- Doña Bárbara (2008-2009) .... Asunción Vergel de Luzardo
- Pecados ajenos (2007-2008) .... Karen Vallejo
- Acorralada (2007)... Marfil Mondragón de Irázabal / Deborah Mondragón de Dávila
- Vuelo 1503 (2005) .... Ángela Granda
- Ángel rebelde (2004) .... Cristal Covarrubias
- Milagros de amor (2002) .... Milagros Viuda de Amor
- Amantes del desierto (2001) .... Bárbara Santana
- La Revancha (2000) .... Mercedes Riverol
- Marido y mujer (1999) .... Lucía Mendez
- Perfume de agonía (1997) .... Carmen Colmenares
- La Mujer en el espejo (1997)
- Mascarada (1995) .... Claudia López

## Filmes
- Amor sin condiciones (2006) .... Yessenia Zambrano
- Dios se lo pague (1997) .... Irene Richardson